# Mary-Louise Parker
Mary-Louise Parker (Columbia, Carolina del Sur; 2 de agosto de 1967) es una actriz estadounidense. Ha recibido durante su carrera los premios Tony, Emmy y Globo de Oro. Sus trabajos más conocidos son: Tomates verdes fritos, Boys on the Side, la obra de teatro Proof, El ala oeste de la Casa Blanca en televisión, la miniserie Angels in America y como personaje principal en la serie de Showtime Weeds.

## Carrera
Parker se graduó en arte dramático en la North Carolina School of the Arts. Tras ello,  consiguió un papel en la serie Ryan's Hope.
A fines de los años 80 se trasladó a Nueva York, donde consiguió un trabajo midiendo pies en ECCO, un fabricante danés de zapatos. Tras papeles de poca importancia, hizo su debut en Broadway en una producción de 1990 de Craig Lucas, Prelude to a Kiss, interpretando el personaje principal, Rita, por el que ganó el Clarence Derwent Award por su actuación y siendo nominada además para un Tony. Parker salió por un tiempo con su coprotagonista Timothy Hutton en ese tiempo. Cuando Prelude to a Kiss fue llevada al cine, Meg Ryan interpretó el personaje de Parker.
En ese mismo año, Parker fue reconocida por los críticos de todo el mundo cuando apareció en la otra película adaptada de una obra de Lucas, Longtime Companion, una de las primeras películas en mostrar el sida abiertamente.
Este papel fue seguido por su aparición en 1991 en la película Grand Canyon, protagonizada también por Danny Glover, Mary McDonnell, Steve Martin, Alfre Woodard y Kevin Kline. La siguiente película de Parker fue Tomates verdes fritos, junto a Jessica Tandy, Mary Stuart Masterson, Kathy Bates y Cicely Tyson.
Parker mantuvo una fuerte presencia en los teatros a principio de los años 90, aunque también mantuvo su reputación en la gran pantalla al protagonizar El cliente (1994), junto a Susan Sarandon y Tommy Lee Jones; Balas sobre Broadway (1994), junto a John Cusack; y Boys on the Side (1995), junto a Drew Barrymore y Whoopi Goldberg, donde interpretaba a una mujer víctima del sida.
Su siguiente papel fue en la adaptación de otra obra de Craig Lucas, Reckless (1995), junto a Mia Farrow, seguido de la película de Jane Campion Retrato de una dama (1996), que también protagonizaba Nicole Kidman, Viggo Mortensen, Christian Bale, John Malkovich y Barbara Hershey. Además, apareció junto a Matthew Modine en la película de Tim Hunter The Maker (1997).
Aunque su nombre no era muy conocido para el gran público, Parker prosperaba fuera de los focos y la crítica. Su carrera en el teatro continuaba y apareció en éxito de crítica de Paula Vogel en 1997 How I Learned To Drive, con David Morse. Tras su participación en varias películas independientes, participó en Let The Devil Wear Black y en un aplaudido papel en The Five Senses (1999).
Cosechó un gran éxito en la televisión con la serie de Showtime Weeds, donde dio vida a una viuda que se dedica a traficar y cultivar marihuana con el fin de poder mantener su casa en un barrio residencial de las afueras y el estilo de vida de clase social media llevado hasta ese momento. Además, participó en la película R.I.P.D., de 2013.

## Filmografía

### Películas
| Año  | Título                                                 | Personaje           |
| ---- | ------------------------------------------------------ | ------------------- |
| 1989 | Signs of Life                                          | Charlotte           |
| 1989 | Compañeros inseparables                                | Lisa                |
| 1991 | Tomates verdes fritos                                  | Ruth Jamison        |
| 1991 | Grand Canyon                                           | Dee                 |
| 1993 | Mr. Wonderful                                          | Rita                |
| 1993 | Naked in New York                                      | Joanne White        |
| 1994 | Disparos sobre Broadway                                | Ellen               |
| 1994 | El cliente                                             | Dianne Sway         |
| 1995 | Reckless                                               | Pooty               |
| 1995 | Boys on the Side                                       | Robin Nickerson     |
| 1996 | Retrato de una dama                                    | Henrietta Stackpole |
| 1997 | Murder in Mind                                         | Caroline Walker     |
| 1997 | The Maker                                              | Agente Emily Peck   |
| 1998 | Goodbye Lover                                          | Peggy Blane         |
| 1999 | Let the Devil Wear Black                               | Julia Hirsch        |
| 1999 | Los cinco sentidos                                     | Rona                |
| 2002 | Dragón rojo                                            | Molly Graham        |
| 2002 | The Quality of Mercy                                   | Sarah Richardson    |
| 2002 | Pipe Dream                                             | Toni Edelman        |
| 2004 | Saved!                                                 | Lillian Cummings    |
| 2004 | The Best Thief in the World                            | Sue Zaidman         |
| 2006 | Romance & Cigarettes                                   | Constance Murder    |
| 2007 | El asesinato de Jesse James por el cobarde Robert Ford | Zee James           |
| 2008 | Las crónicas de Spiderwick                             | Helen Grace         |
| 2009 | Solitary Man                                           | Jordan Karsch       |
| 2010 | Howl                                                   | Gail Potter         |
| 2010 | Red                                                    | Sarah Ross          |
| 2013 | R.I.P.D.                                               | Mildred Proctor     |
| 2013 | Red 2                                                  | Sarah Ross          |
| 2013 | Christmas in Conway                                    | Suzy Mayor          |
| 2014 | Mal comportamiento                                     | Lucy Stevens        |
| 2014 | Jamesy Boy                                             | Tracy Burns         |
| 2016 | Chronically Metropolitan                               | Annabel             |
| 2017 | Golden Exits                                           | Gwendolyn           |
| 2018 | Operación Red Sparrow                                  | Stephanie Boucher   |
| 2024 | El Pájaro Loco se va de campamento                     | Angie               |

### Televisión
| Año     | Programa o película                  | Personaje             | Notas                  |
| ------- | ------------------------------------ | --------------------- | ---------------------- |
| 1988    | Too Young the Hero                   | Pearl Spencer         | Película de televisión |
| 1994    | A Place for Annie                    | Linda Marsten         | Película de televisión |
| 1995    | Sugartime                            | Phyllis McGuire       | Película de televisión |
| 1998    | Saint Maybe                          | Lucy Dean Bedloe      | Película de televisión |
| 1998    | Legalese                             | Rica Martin           | Película de televisión |
| 1999    | The Simple Life of Noah Dearborn     | Dr. Valerie Crane     | Película de televisión |
| 2000    | Cupid & Cate                         | Cate DeAngelo         | Película de televisión |
| 2001–06 | The West Wing                        | Amy Gardner           | 23 episodios           |
| 2002    | Master Spy: The Robert Hanssen Story | Bonnie Hanssen        | Película de televisión |
| 2003    | Angels in America                    | Harper Pitt           | 6 episodios            |
| 2004    | Miracle Run                          | Corrine Morgan-Thomas | Película de televisión |
| 2005    | Vinegar Hill                         | Ellen Grier           | Película de televisión |
| 2005–12 | Weeds                                | Nancy Botwin          | 102 episodios          |
| 2007    | The Robber Bride                     | Zenia Arden           | Película de televisión |
| 2014    | The Blacklist                        | Naomi Hyland          | 4 episodios            |
| 2017    | When We Rise                         | Roma Guy              | 7 episodios            |
| 2017    | Billions                             | George Minchak        | 2 episodios            |
| 2017    | Sr. Mercedes                         | Janey Patterson       | 6 episodios            |
| 2020    | Weeds 4.20                           | Nancy Botwin          | Protagonista           |

## Teatro
| Año(s)  | Producción             | Personaje           | Ubicación                     | Categoría (Venue) |
| ------- | ---------------------- | ------------------- | ----------------------------- | ----------------- |
| 1989–90 | The Art of Success     | Jane Hogarth        | New York City Center Stage I  | Off-Broadway      |
| 1990–91 | Prelude to a Kiss      | Rita Boyle          | Helen Hayes Theatre           | Broadway          |
| 1993    | Four Dogs and a Bone   | Brenda              | New York City Center Stage II | Off-Broadway      |
| 1996    | Bus Stop               | Cherie              | Circle in the Square Theatre  | Broadway          |
| 1997    | How I Learned to Drive | Li'l Bit            | Vineyard Theatre              | Off-Broadway      |
| 2000–01 | Proof                  | Catherine Llewellyn | Walter Kerr Theatre           | Broadway          |
| 2004    | Reckless               | Rachel Fitzsimons   | Samuel J. Friedman Theatre    | Broadway          |
| 2008    | Dead Man's Cell Phone  | Jean                | Playwrights Horizons          | Off-Broadway      |
| 2009    | Hedda Gabler           | Hedda Tesman        | American Airlines Theatre     | Broadway          |
| 2013    | The Snow Geese         | Elizabeth Gaesling  | Samuel J. Friedman Theatre    | Broadway          |
| 2015    | Heisenberg             | Georgie Burns       | New York City Center Stage II | Off-Broadway      |
| 2016    | Heisenberg             | Georgie Burns       | Samuel J. Friedman Theatre    | Broadway          |
| 2018    | The Sound Inside       | Bella Baird         | Williamstown Theatre Festival | regional          |
| 2019–20 | The Sound Inside       | Bella Baird         | Studio 54 Theatre             | Broadway          |
| 2020    | How I Learned to Drive | Li'l Bit            | Samuel J. Friedman Theatre    | Broadway          |

## Obra literaria
En 2015, Parker publicó un libro entre ensayo y ficción, Dear Mr. You, compuesto de pequeñas cartas de todos los hombres que han pasado por su vida. A su abuelo, a quien no conoció, a su padre, antiguos novios, al médico que le salvó la vida, un contador de Hollywood, al futuro novio de su hija, entre otros. La obra fue recibida con aplausos por la crítica especializada.

## Premios y nominaciones

### Globos de Oro
| Año  | Categoría                                                   | Trabajo nominado  | Resultado |
| ---- | ----------------------------------------------------------- | ----------------- | --------- |
| 2009 | Mejor actriz en una serie de televisión - Comedia o musical | Weeds             | Nominada  |
| 2008 | Mejor actriz en una serie de televisión - Comedia o musical | Weeds             | Nominada  |
| 2007 | Mejor actriz en una serie de televisión - Comedia o musical | Weeds             | Nominada  |
| 2006 | Mejor actriz en una serie de televisión - Comedia o musical | Weeds             | Ganadora  |
| 2004 | Mejor actriz de reparto de serie, miniserie o telefilme     | Angels in America | Ganadora  |

### Premios del Sindicato de Actores
| Año  | Categoría                             | Trabajo nominado  | Resultado |
| ---- | ------------------------------------- | ----------------- | --------- |
| 2008 | Mejor reparto de televisión - Comedia | Weeds             | Nominada  |
| 2008 | Mejor actriz de televisión - Comedia  | Weeds             | Nominada  |
| 2007 | Mejor actriz de televisión - Comedia  | Weeds             | Nominada  |
| 2006 | Mejor reparto de televisión - Comedia | Weeds             | Nominada  |
| 2006 | Mejor actriz de televisión - Comedia  | Weeds             | Nominada  |
| 2005 | Mejor actriz de televisión - Comedia  | Weeds             | Nominada  |
| 2003 | Mejor actriz - miniserie o telefilme  | Angels in America | Nominada  |
| 2003 | Mejor reparto de televisión - Drama   | The West Wing     | Nominada  |

### Premios Emmy
| Año  | Categoría                                       | Trabajo nominado  | Resultado |
| ---- | ----------------------------------------------- | ----------------- | --------- |
| 2009 | Mejor actriz - Serie de comedia                 | Weeds             | Nominada  |
| 2008 | Mejor actriz - Serie de comedia                 | Weeds             | Nominada  |
| 2007 | Mejor actriz - Serie de comedia                 | Weeds             | Nominada  |
| 2004 | Mejor actriz de reparto - Miniserie o telefilme | Angels in America | Ganadora  |
| 2002 | Mejor actriz de reparto - Serie dramática       | The West Wing     | Nominada  |